# 埃尔贝维莱
埃尔贝维莱（法語：Herbéviller，法語發音：[ɛʁbevile]）是法国默尔特-摩泽尔省的一个市镇，属于吕内维尔区。

## 地理
埃尔贝维莱（48°33'25"N, 6°45'13"E）面积8.12 平方千米，位于法国大東部大區默尔特-摩泽尔省，该省份为法国东北部内陆省份，是洛林的一部分，北邻比利时、卢森堡，北起顺时针与摩泽尔省、下莱茵省、孚日省和默兹省接壤。
与埃尔贝维莱接壤的市镇（或旧市镇、城区）包括：沃祖兹河畔多梅夫尔、弗雷梅尼勒、米涅维尔、奥热维莱、佩通维尔、雷克隆维尔、圣马丹。

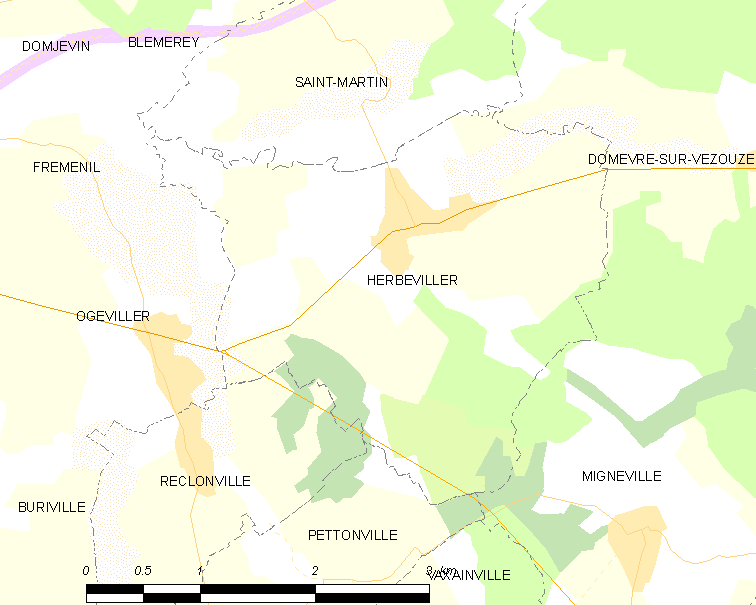
埃尔贝维莱的OSM定位图

埃尔贝维莱的时区为UTC+01:00、UTC+02:00（夏令时）。

## 行政
埃尔贝维莱的邮政编码为54450，INSEE市镇编码为54259。

## 政治
埃尔贝维莱所属的省级选区为巴卡拉县。

## 人口

1962-2008年间埃尔贝维莱人口变化图示

埃尔贝维莱于2022年1月1日时的人口数量为213人。